# Alegia
Pour les articles homonymes, voir Alegría.
Alegia en basque ou Alegría de Oria en espagnol est une commune du Guipuscoa dans la communauté autonome du Pays basque en Espagne.

## Étymologie
Le nom traditionnel espagnol de cette localité est Alegria mais du fait d'autres communes homonymes en Espagne (comme Alegria de Alava), au début du XXe siècle, on y a ajouté "de Oria" pour la distinguer des autres. Effectivement, le fleuve Oria traverse ce village d'où ce nouveau nom. En basque, il porte le nom d'Alegia ou Alegi. De par leur similitude il semble clairement établi que les noms ont un rapport entre eux et sont dérivés les uns des autres. Les experts n'ont pas établi si le nom basque venait de l'espagnol ou vice-versa. Tout au long de l'histoire les noms officiels ont été Alegria, puis Alegria de Oria et finalement Alegia.
En 1980, la municipalité décida de choisir Alegia comme nom officiel. En 1989, il a été publié dans le BOE et est actuellement l'unique dénomination officielle au niveau de l'État espagnol.
On appelle les habitants de cette localité des Alegiarrak mais ils portent également le surnom de txintxarris (en espagnol) txintxarriak (en basque). Ce surnom leur vient de l'époque où l'on y fabriquait des sonnailles (txintxarri en basque). Bien que cet artisanat ait disparu depuis pas mal de temps, le surnom, lui, est resté.

## Personnalités
- Juan Joxe Agirre (1930): moine bénédictin et bibliothécaire. Il a créé le monastère bénédictin de Lazkao, connu dans tout le Pays basque pour ses archives de tous types de documentations politiques générées durant les 50 dernières années.
- Luis Haranburu (1947): écrivain de langue basque.
- Arantxa Iturbe (1964): écrivaine de langue basque.

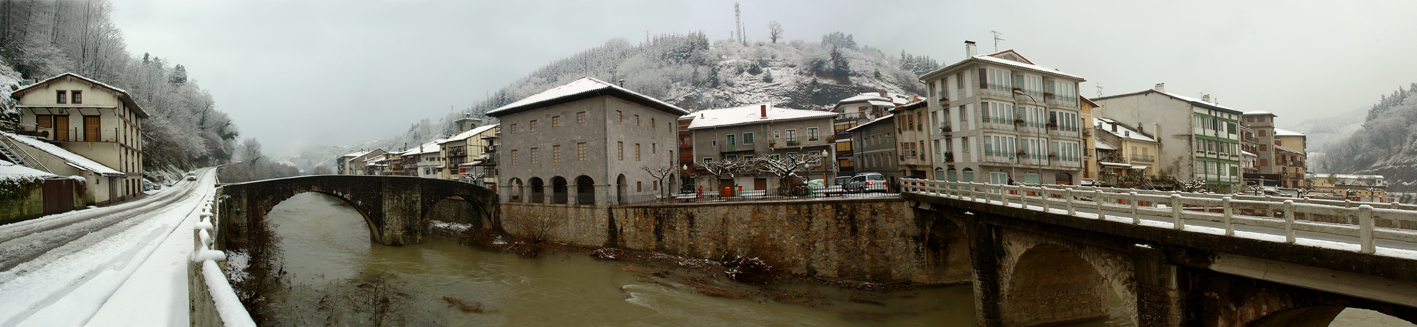
Vue panoramique d'Alegia un jour de neige

### Sources
- (es) Cet article est partiellement ou en totalité issu de l’article de Wikipédia en espagnol intitulé « Alegría de Oria » (voir la liste des auteurs).